# Das Ende des Sommers
Das Ende des Sommers (im Original Summer’s End) ist ein kanadisch-amerikanischer Spielfilm von Helen Shaver aus dem Jahr 1999. Dieses Drama erzählt eine Geschichte zweier Brüder und eines afro-amerikanischen Arztes.

## Handlung
Nach dem Tod ihres Vaters machen der 12-jährige Jamie und sein älterer Bruder einen Sommerurlaub in einer abgelegenen Stadt in Georgia. Jamie freundet sich dort mit einem Nachbarn, dem afro-amerikanischen Arzt William Blakely an. Ihre Freundschaft wird durch rassistische Anfeindungen der anderen Bewohner auf die Probe gestellt.

## Kritik
„Ein behutsam entwickelter Film mit guten Darstellern, der in seinen Naturaufnahmen mit faszinierenden Bildern aufwartet.“

## Auszeichnungen
Das Ende des Sommers gewann 2000 denn Daytime Emmy Award in der Kategorie Outstanding Children's Special.